# The Fosters
The Fosters is een Amerikaanse familiedramatelevisieserie gemaakt door Peter Paige en Bradley Bredeweg. Het ging in première in de Verenigde Staten op 3 juni 2013 op het televisienetwerk ABC Family (later Freeform) en eindigde op 6 juni 2018. Het volgde de levens van de familie Adams-Foster onder leiding van een lesbisch koppel, Stef Foster, een politieagent en Lena Adams, adjunct-directeur van een school, die een biologische zoon van Stef en vier geadopteerde tieners opvoeden in San Diego, Californië.
Het eerste seizoen kreeg over het algemeen goede recensies en werd vooral geprezen vanwege de weergave van LHBTI+ -thema's. Het verdiende ook twee GLAAD Media Awards en één Teen Choice Award.
Op 3 januari 2018 kondigde Freeform aan dat The Fosters na vijf seizoenen zouden eindigen. Het werd afgesloten met een finale van drie afleveringen, die ook fungeerde als inleiding tot Good Trouble, de spin-off-serie met Maia Mitchell en Cierra Ramirez in de hoofdrol.

## Cast
- Lena Adams - Sherri Saum
- Stef Foster - Teri Polo
- Callie Adams-Foster - Maia Mitchell
- Mariana Adams-Foster - Cierra Ramirez
- Brandon Foster - David Lambert
- Jesus Adams-Foster - Noah Centineo  Jake T Austin
- Jude Adams-Foster - Hayden Byerly